# روبرت ديفيز (سياسي بريطاني)
روبرت ديفيز (بالإنجليزية: Robert Davies)‏ هو سياسي بريطاني (وحمل سابقاً جنسية المملكة المتحدة لبريطانيا العظمى وأيرلندا)، ولد في 7 مايو 1918، وتوفي في 16 يونيو 1967. حزبياً، نشط في حزب العمال. في الانتخابات العامة في المملكة المتحدة 1966 ‏، انتخب عضو البرلمان الرابع والأربعون للمملكة المتحدة عن دائرة كيمبريدج (31 مارس 1966 – 16 يونيو 1967).